# Campoplex alienatus
Campoplex alienatus är en stekelart som beskrevs av Johann Ludwig Christian Gravenhorst 1829. Campoplex alienatus ingår i släktet Campoplex och familjen brokparasitsteklar. Inga underarter finns listade.